# Литцендрат

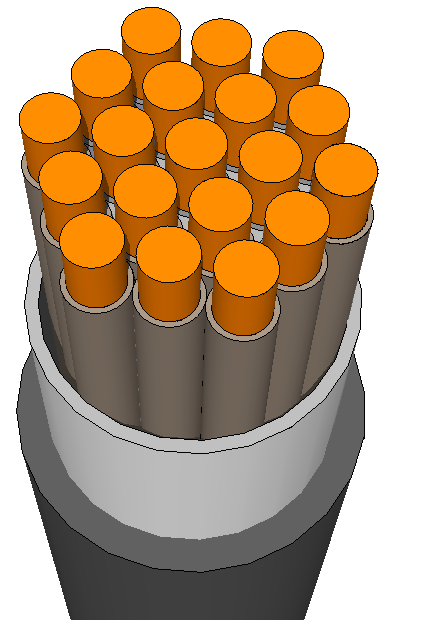
Литцендрат

Литцендрат (нем. litzen — пряди и Draht — провод) — многожильный провод, каждая жила которого покрыта изолирующим лаком. Применяется для изготовления катушек индуктивности высокой добротности, обмоток электрических машин, аппаратов и приборов переменного тока высокой частоты.
Высокая добротность катушек индуктивности, намотанных литцендратом, обусловлена более эффективным использованием суммарного сечения составляющих этот провод жил, так как переменный ток в проводнике протекает преимущественно в поверхностном слое (так называемый скин-эффект). Применение литцендрата позволяет уменьшить массогабаритные параметры катушек при сохранении или улучшении значений добротности и активного сопротивления.
В литцендрате может быть от трёх до тысячи и более жил диаметром от 0,03 до 0,5 мм. Поставляются также провода, скрученные из нескольких нитей литцендрата. Литцендрат относительно дорог, его труднее готовить к пайке, чем обычные одножильные и многожильные провода (нужно очистить от лака и облудить каждую из многочисленных тонких проволочек). Поэтому применять его имеет смысл в высокочастотных устройствах с относительно большим числом витков, например, в колебательных контурах длинно- и средневолновых радиоприемников, в высокочастотных трансформаторах блоков питания и т. п. Когда число витков катушки (а, значит, и длина провода, и его активное сопротивление) невелико, обычно используют более дешёвый одножильный провод достаточно большого сечения или самостоятельно изготавливают скрутку из нескольких одножильных или многожильных обмоточных проводов, хотя возможно использование нескольких одножильных или многожильных проводов, размещаемых в параллель, без их скручивания («шлейфом»).
В аудиотехнике из литцендрата иногда изготавливают кабели для межблочных соединений.
Литцендрат советского и российского производства маркируется в зависимости от материала внешней изоляции, например:
- ЛЭЛ — медный провод, состоящий из скрученных элементарных медных жил, изолированных эмальлаком на полиэфирной, полиэфиримидной или полиуретановой основе, без внешней изоляции. Провода с температурным индексом 130 выпускаются сечением от 0,03 до 4,25 мм², а с температурными индексами 155 и 180 — от 0,0277 до 49,10 мм²;
- ЛЭЛД — медный провод, состоящий из скрученных элементарных медных жил, изолированных эмальлаком на полиуретановой основе с дополнительной наружной двухслойной изоляцией из полиэфирных нитей. Провода с температурным индексом 130 выпускаются сечением от 0,03 до 4,25 мм², а с температурным индексом 155 — от 0,0196 до 4,71 мм²;
- ЛЭЛО — медный провод, состоящий из скрученных элементарных медных жил, изолированных эмальлаком на полиуретановой основе с дополнительным наружным слоем изоляции из полиэфирных нитей. Провода с температурным индексом 130 выпускаются сечением от 0,03 до 4,25 мм², а с температурным индексом 155 — от 0,0196 до 4,71 мм²;
- ЛЭНК — медный провод, состоящий из скрученных элементарных медных жил, изолированных эмальлаком на основе модифицированных полиэфиров, без внешней изоляции. Выпускаются с температурным индексом 155 и имеют сечение от 11,19 до 56,52 мм²;
- ЛЭП — медный провод, состоящий из скрученных элементарных медных жил, изолированных эмальлаком на полиэфиримидной или полиуретановой основе, без внешней изоляции. Провода с температурным индексом 130 выпускаются сечением от 0,03 до 4,25 мм², а с температурными индексами 155 и 180 — от 0,0277 до 49,10 мм²;
- ЛЭШО — в одинарной шёлковой обмотке;
- ЛЭПШД — жилы изолированы лаком на полиуретановой основе, в двойной шёлковой обмотке;
- ЛЭПКО — жилы изолированы лаком на полиуретановой основе, в однослойной капроновой обмотке.